# Nowickie Pierwsze
Nowickie Pierwsze (biał. Навіцкія 1, Nawickija 1; ros. Новицкие 1, Nowickije 1; hist. Nowickie I) – wieś na Białorusi, w obwodzie grodzieńskim, w rejonie lidzkim, w sielsowiecie Dubrowna, przy wschodniej obwodnicy Lidy.

## Historia
W XIX i w początkach XX w. położone były w Rosji, w guberni wileńskiej, w powiecie lidzkim, w gminie Lida.
W dwudziestoleciu międzywojennym leżały w Polsce, w województwie nowogródzkim, w powiecie lidzkim, w gminie Lida. W 1921 miejscowość liczyła 113 mieszkańców, zamieszkałych w 20 budynkach, wyłącznie Polaków. 102 mieszkańców było wyznania rzymskokatolickiego i 11 prawosławnego.
Po II wojnie światowej w granicach Związku Sowieckiego. Od 1991 w niepodległej Białorusi.